# Бели Осъм (село)
 Тази статия е за селото в Централна България.  За реката вижте Бели Осъм.  
Бели Осъм е село в Северна България. То се намира в община Троян, област Ловеч.

## География
Село Бели Осъм се намира на 7 км югозападно от град Троян, в северното подножие на Стара планина, в подножието на Троянския проход. Селото е разположено по поречието на река Бели Осъм от сливането на реките Зеленика и Ръждавец. То е изходен пункт за комплекс „Беклемето“, за паметника „Арка на свободата“ и за природния резерват „Козя стена“ – находище на защитения еделвайс. 
Табелата за край на село Бели Осъм служи и за табела за началото на село Чифлик. 

## История
Историята на селото е свързана със съдбата на последните оцелели Ботеви четници, които, търсейки подслон на север от билото на Балкана, попадат по тези места. Това са Сава Пенев от Търново, Никола Обретенов от Русе (касиер на четата), Димитър Тодоров от Габрово и Стоян Господинов от с. Българене, Ловешко, познат като Стоян Българенчето, самоубил се, за да не попадне в ръцете на турците (на негово име е кръстена главната улица на селото).
В тяхна чест е изграден паметник и всяка година се прави възстановка на събитията.
Историческа забележителност е и църквата „Св. Димитър Солунски“, строена през 1910 г. от майстори от тревненската школа. Тя е изцяло от камък, с 8 стенни кубета и камбанария, двукорабен купол, повдигнати вътрешни колони и подкорнизно декориране с орнаменти наречени „каменен вълчи зъб“ и стъпаловидни резалии.
Белиосъмци в началото на XX век са горяни, дребни земеделци и скотовъди. Селото е известно като един от грънчарските центрове на прочутата троянска керамика през 30-те години на XX век. През времето на социализма основният поминък на местните е свързан с планинското земеделие, овощарството и животновъдството. 
През 2019 – 2020 г църквата е основно ремонтирана, възстановен и ограден е и църковният двор, в който се намира и най-старото дърво в с. Бели Осъм – вековен горски дъб.

## Население
Според данни от последното преброяване в селото постоянно живеят 542 човека.
Численост и дял на етническите групи според преброяването на населението през 2011 г.:
|                     | Численост | Дял (в %) |
| Общо                | 703       | 100,00    |
| Българи             | 684       | 97,29     |
| Турци               | 0         | 0,00      |
| Цигани              | 0         | 0,00      |
| Други               | 0         | 0,00      |
| Не се самоопределят | 0         | 0,00      |
| Неотговорили        | 15        | 2,13      |

## Забележителности
- Паметник в чест на Ботевите четници
- Читалище „Изгрев – 1926 г.“

- Църква „Св. Димитър Солунски“
- Вековен горски дъб (в двора на църквата)